# Aegolius
Aegolius es un género de aves estrigiformes pertenecientes a la familia Strigidae, que agrupa a especies que se distribuyen por Eurasia y América, en este continente desde Alaska y norte de Canadá, fragmentadamente hasta el norte de Argentina. Se denominan popularmente mochuelos, búhos o lechuzas.

## Lista de especies
Se reconocen las siguientes 4 especies según el IOC, Clements Checklist 6.8 y Zoonomen:
- Aegolius acadicus (Gmelin, 1788) - mochuelo cabezón.
- Aegolius funereus (Linnaeus, 1758) - mochuelo boreal.
- Aegolius harrisii (Cassin, 1849) - mochuelo canela.
- Aegolius ridgwayi (Alfaro, 1905) - mochuelo moreno.